# Её алиби
«Её алиби» (англ. Her Alibi) — кинофильм режиссёра Брюса Бересфорда. Самая известная роль в кино чешской модели Полины Поризковой.

## Сюжет
В центре действия Фил Блэквуд (Том Селлек) — писатель детективов, переживающий творческий кризис. В надежде найти сюжет, он ходит по заседаниям судов, где однажды сталкивается с делом об убийстве, в котором обвиняется красавица Нина (Полина Поризкова) из семейства румынских эмигрантов. Влюбившись, Фил с помощью приятеля «организует» алиби, и перевозит Нину к себе домой.
Дальше начинается интрига: Нина и её семейство бежали от коммунистического режима Чаушеску. Филу предстоит проверить свои чувства и написать лучший роман в своей карьере. Если доживёт до развязки.

## В ролях
- Том Селлек — Фил Блэквуд
- Полина Поризкова — Нина
- Уильям Дэниелс — Сэм
- Джеймс Фарентино — Френк Полито
- Херд Хэтфилд — Троппа
- Виктор Арго — Аврам
- Патрик Вейн — Гари Блэквуд
- Билл Смитрович — Фаррелл

Полина Поризкова номинировалась на антипремию «Золотая малина» 1990 г. в номинации «Худшая актриса».

## Критика
Фильм был встречен негативными отзывами. На агрегаторе рецензий Rotten Tomatoes рейтинг одобрения составляет 17 % на основе 24 обзоров. На Metacritic оценка составляет 24 % на основе 15 рецензий, что указывает на «в целом неблагоприятные отзывы».